# 高蹈派
高蹈派（法語：Parnasse）是19世紀實証主義時代、浪漫主義和象徵主義之間的法國詩的一種文學樣式，或譯為高踏派。名稱來自高蹈派詩人的雜誌《現代高蹈詩集》（Le Parnasse contemporain），源自希臘神話繆斯的住處帕纳索斯山。此雜誌在1866年～1876年發行，代表人物有利尔、苏利·普吕多姆、斯特凡·马拉梅、弗朗索瓦·戈贝等。

## 概略
高蹈派詩人受泰奥菲尔·戈蒂耶和其主張的「為藝術而藝術」（法語：l'art pour l'art）的影響。高蹈派重視形式和感情的超越。起源在法國，但是，也有巴西、波蘭等地的詩人受到影響。
日本文學的森鷗外、堀口大學等人被稱為高蹈派。